# Mistrzostwa Polski w Łyżwiarstwie Szybkim w Wieloboju Sprinterskim 2017
36. Mistrzostwa Polski w wieloboju sprinterskim odbyły się w dniach 14-15 stycznia 2017 roku na torze Błonie w Sanoku.

## Wyniki

### Kobiety
| Pozycja | Zawodniczka          | 500 m | 1000 m  | 500 m | 1000 m  | Suma pkt. | Strata  |
| ------- | -------------------- | ----- | ------- | ----- | ------- | --------- | ------- |
| 01 !    | Natalia Czerwonka    | 40.24 | 1:19.23 | 40.70 | 1:20.84 | 160.975   | -       |
| 02 !    | Karolina Bosiek      | 41.21 | 1:21.88 | 41.69 | 1:23.20 | 165.440   | +4.465  |
| 03 !    | Andżelika Wójcik     | 41.14 | 1:22.63 | 41.52 | 1:23.81 | 165.880   | +4.905  |
| 4.      | Aleksandra Kapruziak | 41.88 | 1:23.51 | 42.48 | 1:25.78 | 169.005   | +8.030  |
| 5.      | Natalia Jabrzyk      | 42.82 | 1:26.29 | 42.83 | 1:26.17 | 171.880   | +10.905 |
| 6.      | Karolina Gąsecka     | 43.23 | 1:25.89 | 42.98 | 1:26.86 | 172.585   | +11.610 |
| 7.      | Urszula Włodarczyk   | 43.39 | 1:26.80 | 44.07 | 1:26.63 | 174.175   | +13.200 |
| 8.      | Angelika Fudalej     | 43.80 | 1:26.99 | 43.60 | 1:26.60 | 174.195   | +13.220 |
| 9.      | Iga Wojtasik         | 44.28 | 1:27.47 | 44.37 | 1:27.95 | 176.360   | +15.385 |
| 10.     | Olga Kaczmarek       | 43.35 | 1:31.24 | 44.08 | 1:27.16 | 176.630   | +15.655 |

### Mężczyźni
| Pozycja | Zawodnik              | 500 m | 1000 m  | 500 m | 1000 m  | Suma pkt. | Strata |
| ------- | --------------------- | ----- | ------- | ----- | ------- | --------- | ------ |
| 01 !    | Artur Nogal           | 36.09 | 1:13.11 | 36.18 | 1:13.81 | 145.730   | -      |
| 02 !    | Sebastian Kłosiński   | 36.53 | 1:12.22 | 36.99 | 1:13.20 | 146.230   | +0.500 |
| 03 !    | Piotr Michalski       | 36.71 | 1:12.23 | 36.80 | 1:13.94 | 146.595   | +0.865 |
| 4.      | Zbigniew Bródka       | 37.23 | 1:12.25 | 37.28 | 1:12.07 | 146.670   | +0.940 |
| 5.      | Piotr Puszkarski      | 37.27 | 1:13.47 | 37.38 | 1:14.10 | 148.435   | +2.705 |
| 6.      | Damian Żurek          | 37.03 | 1:14.41 | 37.35 | 1:15.67 | 149.420   | +3.690 |
| 7.      | Marcin Bachanek       | 37.96 | 1:13.99 | 38.24 | 1:14.29 | 150.340   | +4.610 |
| 8.      | Roland Cieślak        | 38.21 | 1:14.10 | 38.12 | 1:14.09 | 150.425   | +4.695 |
| 9.      | Mateusz Owczarek      | 37.92 | 1:14.18 | 38.47 | 1:14.97 | 150.965   | +5.235 |
| 10.     | Aleksander Puszkarski | 38.25 | 1:13.62 | 38.52 | 1:15.16 | 151.160   | +5.430 |

## Sprinty drużynowe

### Kobiety
| Pozycja | Klub                          | Zawodniczki                                                | Czas biegu | Strata |
| ------- | ----------------------------- | ---------------------------------------------------------- | ---------- | ------ |
| 1.      | AZS-AWF Katowice              | Aleksandra Kapruziak, Urszula Włodarczyk, Andżelika Wójcik | 1.36.33    | -      |
| 2.      | Pilica Tomaszów Mazowiecki    | Karolina Bosiek, Karolina Gąsecka, Natalia Jabrzyk         | 1.36.37    | +0.04  |
| 3.      | Pilica Tomaszów Mazowiecki II | Patrycja Mormus, Olga Kaczmarek, Karolina Świnoga          | 1:46.79    | +10.46 |

### Mężczyźni
| Pozycja | Klub                         | Zawodnicy                                                | Czas biegu | Strata |
| ------- | ---------------------------- | -------------------------------------------------------- | ---------- | ------ |
| 1.      | Stoczniowiec Gdańsk          | Marcin Bachanek, Aleksander Puszkarski, Piotr Puszkarski | 1:25.58    | -      |
| 2.      | Pilica Tomaszów Mazowiecki   | Roland Cieślak, Mateusz Owczarek, Damian Żurek           | 1:25.99    | +0.41  |
| 3.      | Fundacja ŁiSW Legia Warszawa | Marek Kania, Mateusz Kania, Artur Nogal                  | 1:28.90    | +3.32  |
| 4.      | UKS Błyskawica Domaniewice   | Artur Janicki, Sebastian Janicki, Wojciech Sut           | 1:29.87    | +4.29  |
| 5.      | SKŁ Górnik Sanok             | Marcel Drwięga, Piotr Michalski, Piotr Nałęcki           | 1:30.54    | +4.96  |
| 6.      | Orzeł Elbląg                 | Sebastian Kłosiński, Adrian Wielgat, Jacek Cwaliński     | 1:31.94    | +6.36  |